# Yetou
Yetou (kinesiska: 冶头, 冶头镇) är en köping i Kina. Den ligger i provinsen Shanxi, i den norra delen av landet, omkring 120 kilometer öster om provinshuvudstaden Taiyuan. Antalet invånare är 12 341. Befolkningen består av 5 876 kvinnor och 6 465 män. Barn under 15 år utgör 16,0 %, vuxna 15-64 år 72 %, och äldre över 65 år 11,0 %.
Genomsnittlig årsnederbörd är 655 millimeter. Den regnigaste månaden är juli, med i genomsnitt 217 mm nederbörd, och den torraste är december, med 4 mm nederbörd.